# Fólis

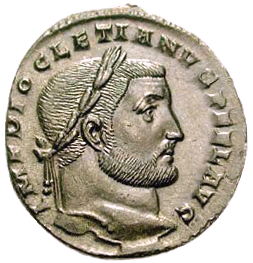
Fólis com busto de Diocleciano cunhado em Augusta dos Tréveros em 300-301

Fólis (em latim: follis; pl. folles) foi uma moeda de bronze, com uma leve capa de prata, introduzida no Império Romano, por volta do ano 296, aquando da reforma monetária de Diocleciano.